# Cardiomya glypta
Cardiomya glypta är en musselart som först beskrevs av Bush 1885.  Cardiomya glypta ingår i släktet Cardiomya och familjen Cuspidariidae. Inga underarter finns listade i Catalogue of Life.